# 城东街道 (营口市)
城东街道，是中华人民共和国辽宁省营口市老边区下辖的一个乡镇级行政单位。

## 行政区划
城东街道下辖以下地区：
第一村、第二村和第三村。